# Africactenus depressus
Africactenus depressus là một loài nhện trong họ Ctenidae.
Loài này thuộc chi Africactenus. Africactenus depressus được Hyatt miêu tả năm 1954.